# Niekazanice
Niekazanice (cz. Nekázanice, niem. Osterwitz) – wieś w Polsce, położona w województwie opolskim, w powiecie głubczyckim, w gminie Branice.
W latach 1975–1998 miejscowość administracyjnie należała do ówczesnego województwa opolskiego.
Leży na terenie Nadleśnictwa Prudnik (obręb Prudnik).

## Integralne części wsi
| SIMC    | Nazwa               | Rodzaj     |
| ------- | ------------------- | ---------- |
| 0491883 | Niekazanice-Kałduny | przysiółek |

## Historia
Historycznie miejscowość leży na tzw. polskich Morawach, czyli na obszarze dawnej diecezji ołomunieckiej. Po raz pierwszy wzmiankowane zostały w 1361 roku jako Nekazaniec, kiedy obejmowało je wkrótce potem podzielone księstwo raciborsko-opawskie. Później wzmiankowane jako Nekazanice (1423). Nazwa pochodzi od starosłowiańskiego słowa nekazan oznaczającego kogoś niewykształconego lub niezdarę.
Po wojnach śląskich znalazła się w granicach Prus i powiatu głubczyckiego. Była zamieszkała przez tzw. Morawców. W 1910 67% mieszkańców posługiwało się czeskimi gwarami laskimi. W granicach Polski od końca II wojny światowej. Po drugiej wojnie światowej Morawców uznano za ludność polską i pozwolono im pozostać. Po 1956 nastąpiła fala emigracji do Niemiec.